# Río Guaymincay
Río Guaymincay es un río que fluye al suroeste de la ciudad de Gualaceo, y es uno de los cuatro ríos que la atraviesan. Sus principales afluentes son el río Gulag y Pungohuayco. Durante su paso por la ciudad bordea los barrios urbanos de Nieves y Belén. Es el límite entre los cantones azuayos de Gualaceo y Chordeleg.
El río desemboca en el río Santa Bárbara, el cual aguas abajo al unirse con el río San Francisco se convierte en el río Gualaceo, que confluye con el río Cuenca en el sector de Bullcay  y forman el río Paute.